# Toldwarsstraat 1-7
Toldwarsstraat 1-7 te Amsterdam is een gebouw met een relatief groot bouwvolume aan de Toldwarsstraat in de "Van der Helstpleinbuurt", Amsterdam-Zuid. De zijgevels kregen de adressen Pieter Aertszstraat 62-64 en Tolstraat 57-59.
Die Tolstraat werd westwaarts volgebouwd vanaf de Amstel en Amsteldijk. In oktober 1907 besteedde woningbouwvereniging De Dageraad hier een complex aan voor een bakkerij en nevengebouwen.  In mei 1907 was de financiering rondgekomen voor de bouw van een coöperatiegebouw met bakkerij en dertien woningen. Het ontwerp kwam van architect J.W.F Hartkamp, die een geheel oeuvre opbouwde in Amsterdam. De bakkerij werd op de groei gebouwd (startte met drie ovens met plaats voor acht). Even later gaf de Gemeente Amsterdam een grondoppervlak van 719 m² in erfpacht aan De Dageraad. Het complex werd gebouwd aan de Toldwarsstraat, Tolstraat en Nieuwe Tolstraat (kreeg in 1919 de naam Pieter Aertszstraat). Financiële strubbelingen (dure grond in Amsterdam-Centrum) deed De Dageraad uitwijken naar De Pijp; het kwam bij de bouw en enige jaren daarna in het open veld te staan; de laatste bebouwing aan de Tolstraat stond nog aan de Van Woustraat. Hartkamp legde de nadruk op de veertig meter lange gevel aan de Toldwarsstraat met aldaar ook de centrale ingang. Men sprak destijds meer van een broodfabriek dan van een bakker; er werden bijvoorbeeld ook een melk- en meelberging ingebouwd als ook een laad- en losruimte en een stalling voor transportkarren. Speciale aandacht ging bij de bouw uit naar de hygiëne, de fabriek moest bijdragen een de ontwikkeling van de arbeidersklasse.   Arbeiderskrant Het Volk sprak destijds van een “reuzenbouw”. In juli 1908 kon De Dageraad berichten dat hun hoofdkantoor voortaan gevestigd was aan Toldwarsstraat 1-5. In september kon het eerste brood opgehaald worden (1 cent goedkoper dan bezorging). De gevel werd nog op verzoek van de welstandcommissie, voordat er gebouwd werd aangepast naar een ontwerp van  Hendrik Petrus Berlage en vermoedelijk ook nog van Jop van Epen; zij beiden hebben meer ontworpen voor deze buurt. Het complex bleef tot circa 1965 in gebruik, De Dageraad was toen al jaren opgegaan in de Samenwerking; een nieuwe broodfabriek werd gebouwd op Centrale Markthallen. Na oplevering werd het diverse keren verbouwd.
Het complex werd tot gemeentelijk monument (nummer 222073) verklaard. Boven de centrale toegang is nog een cartouche aangebracht voor een beeldmerk van De Dageraad; of dat ooit geplaatst is, is onbekend.